# 10332 Défi
A 10332 Défi (ideiglenes jelöléssel 10332 Defi) (ideiglenes jelöléssel 1991 JT1) a Naprendszer kisbolygóövében található aszteroida. Carolyn S. Shoemaker és David H. Levy fedezte fel 1991. május 13-án.